# 王安 (新朝)
王安（前1世纪—21年），汉朝外戚，王莽的三子，母亲是王莽的正妻王氏，东平陵（今山东济南东）人。
公元4年，王安被封为褒新侯，9年，新朝建立，因为王安恍惚糊涂，王莽立四子王临为太子，将王安封为新嘉辟。20年，封王安为新迁王，立王临为统义阳王。21年正月，王莽皇后去世，王临自杀，新迁王王安病故。